# Tupeni Baba
Tupeni Lebaivalu Baba,, né le 14 juin 1942 (colonie des Fidji) et mort le 13 juillet 2024, est un universitaire et homme politique fidjien, notamment vice-Premier ministre de 1999 à 2000. 
Membre successivement de cinq partis politiques, avec l'ambition frustrée de diriger la plupart d'entre eux, il est décrit par l'historien Brij Lal comme un opportuniste.

## Biographie

### Formation
Tupeni Baba est issu de la population autochtone des Fidji. Après sa scolarité aux Fidji, il étudie en Australie. Il obtient un Master en Sciences de l'éducation à l'université de Sydney, suivi d'un doctorat à l'université Macquarie. Il devient enseignant aux Fidji, puis est recruté comme enseignant-chercheur en sciences de l'éducation à l'université du Pacifique Sud,. 

### Ministre travailliste
Tupeni Baba est un membre fondateur en 1985 du Parti travailliste fidjien, et est élu député à la Chambre des représentants sous cette étiquette aux élections législatives de 1987. Ces élections voient la première alternance politique depuis l'indépendance du pays en 1970, avec la victoire de la coalition de centre-gauche menée par Timoci Bavadra. Tupeni Baba est nommé ministre de l'Éducation, de la Jeunesse et des Sports dans le gouvernement de ce dernier. Ses collègues et lui sont toutefois déchus par un coup d'État militaire un mois plus tard, et Tupeni Baba retourne à sa carrière universitaire,.

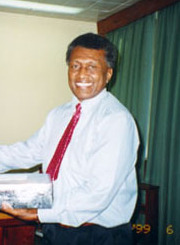
Tupeni Baba en 1999.

Il se présente avec succès aux élections législatives de 1999, remportées par les travaillistes, et est nommé ministre des Affaires étrangères dans le gouvernement du Premier ministre Mahendra Chaudhry. Il est également vice-Premier ministre, conjointement avec la cheffe autochtone Adi Kuini Speed, la veuve de Timoci Bavadra. Ce gouvernement est également renversé par un coup d'État, en 2000, au cours duquel les ministres sont retenus en otages cinquante-six jours,. Le coup d'État ayant été mené par des nationalistes autochtones d'extrême-droite hostiles à un Premier ministre d'ascendance indienne, le nationaliste autochtone Laisenia Qarase prend la tête d'un gouvernement par intérim. Début 2001, la Cour d'Appel ordonne que soit restauré le gouvernement Chaudhry. Tupeni Baba s'y oppose, et demande un gouvernement d'union nationale mené par un autochtone. 

### Engagement à droite et échecs politiques
Au lieu de restituer le pouvoir à Mahendra Chaudhry, Laisenia Qarase obtient du président Ratu Josefa Iloilo la convocation de nouvelles élections. Ayant échoué à devenir chef du Parti travailliste, Tupeni Baba quitte ce dernier et fonde son propre parti, le Nouveau parti travailliste de l'Unité (NPTU). Il se présente aux élections de 2001 avec pour ambition de devenir Premier ministre, et reproche publiquement à Mahendra Chaudhry de rester à la tête du Parti travailliste : Il affirme que le pays n'est pas prêt pour un Premier ministre indo-fidjien, et que la victoire de Chaudhry aurait pour conséquence un nouveau coup d'État. Le NPTU remporte deux sièges à la Chambre des représentants, mais Tupeni Baba est battu dans sa circonscription. Les nationalistes autochtones de Laisenia Qarase remportent le scrutin, Baba déplorant publiquement que les électeurs aient fait le choix de l'« extrémisme »,,,.
Tupeni Baba part en Nouvelle-Zélande enseigner à l'université d'Auckland. En 2005 il publie avec le journaliste néo-zélandais le livre Speight of Violence, son témoignage du coup d'État de l'an 2000. Il y affirme que Mahandra Chaudhry lui avait promis le poste de Premier ministre en amont des élections de 1999, ce que l'intéressé récuse. En 2006 il rejoint le parti du gouvernement Qarase, le Parti des Fidji unies, parti de la droite ethnique nationaliste et conservatrice. Le vice-chef du Parti travailliste, Poseci Bune (en), ironise : « Il faisait partie de la gauche progressiste, et maintenant il est nationaliste ». Tupeni Baba est candidat malheureux aux élections de 2006 mais Laisenia Qarase, victorieux, obtient du président Iloilo de le nommer membre du Sénat,.
En 2013, Laisenia Qarase ayant été condamné à de la prison ferme pour corruption, Tupeni Baba devient l'un des fondateurs, et le premier chef, du SODELPA, parti s'inscrivant dans la lignée du Parti des Fidji unies. Il se présente à l'élection interne pour conserver la direction du parti en mars 2014, avant de se retirer au moment du vote face à la favorite, Ro Teimumu Kepa. Il ne se présente pas aux élections de 2014. Reprenant pleinement sa carrière universitaire, il devient doyen de la faculté des Humanités et des Arts de l'université du Pacifique Sud, avec le titre de professeur,,,,.
En 2017 il quitte le Sodelpa et rejoint le Parti de l'espoir nouvellement formé par Adi Tupou Draunidalo. Ce parti n'obtient aucun siège aux élections de 2018, et Tupeni Baba redevient membre du Sodelpa,,. 